# Sergio Correa
Sergio Correa de la Cerda (n. Curicó, 12 de mayo de 1938) es un agricultor y político chileno, otrora militante de la Unión Demócrata Independiente (UDI). Se desempeñó como alcalde de Curicó y luego como diputado.

## Biografía
Realizó sus estudios primarios en los Padres Franceses de Santiago, y los secundarios en el Instituto San Martín de Curicó, perteneciente a la Congregación de los Hermanos Maristas. Ingresó a la Pontificia Universidad Católica de Chile a estudiar arquitectura pero no terminó sus estudios.
Está casado con Gloria Espinosa y tienen cuatro hijos.

## Carrera política

### Alcalde
El 1 de enero de 1983 fue designado por Augusto Pinochet Ugarte como alcalde de la Ilustre Municipalidad de Curicó, cargo que abandonó en 1989 para postularse a diputado.

### Diputado
Fue elegido diputado en las elecciones de diciembre de 1989 por el Distrito N.°36, correspondiente a las comunas de Curicó, Teno, Romeral, Molina, Sagrada Familia, Hualañé, Licantén, Vichuquén y Rauco, en la Séptima Región para el período 1990-1994, desde entonces fue reelecto en 1993, 1997, 2001 y en diciembre de 2005 para el período 2006-2010.
Dentro de sus impasses como diputado, figuran dos altercados que protagonizó en el Parlamento, el primero en 1993, cuando es golpeado por otro diputado, y en 1998, cuando a raíz de la llegada de Augusto Pinochet al Congreso como senador vitalicio, se enfrentó a manotazos con el diputado Jorge Soria cuando este último lo golpeó con la fotografía de un familiar detenido desaparecido.[cita requerida]
Correa no repostuló al cargo de diputado.
Actualmente es candidato a constituyente por el distrito N.°17 en el cupo del Partido Republicano.

## Historial electoral

### Elecciones parlamentarias de 1989
- Elecciones parlamentarias de 1989, para el Distrito 36, Curicó, Hualañé, Licantén, Molina, Rauco, Romeral, Sagrada Familia, Teno y Vichuquén [2]

### Elecciones parlamentarias de 1993
- Elecciones parlamentarias de 1993 a Diputado por el distrito 36 (Curicó, Vichuquén, Licantén, Hualañé y Teno)[3]

### Elecciones parlamentarias de 1997
- Elecciones parlamentarias de 1997 a Diputado por el Distrito 36 (Curicó, Vichuquén, Licantén, Hualañé y Teno)[4]

### Elecciones parlamentarias de 2001
- Elecciones parlamentarias de 2001 a Diputados por el distrito 36 (Curicó, Teno, Romeral, Molina, Sagrada Familia, Hualañé, Licantén, Vichuquén y Rauco)[5]

### Elecciones parlamentarias de 2005
- Elecciones parlamentarias de 2005 a Diputado por el Distrito 36 (Curicó, Vichuquén, Licantén, Hualañé y Teno)[6]